# Lemuel Francis Abbott

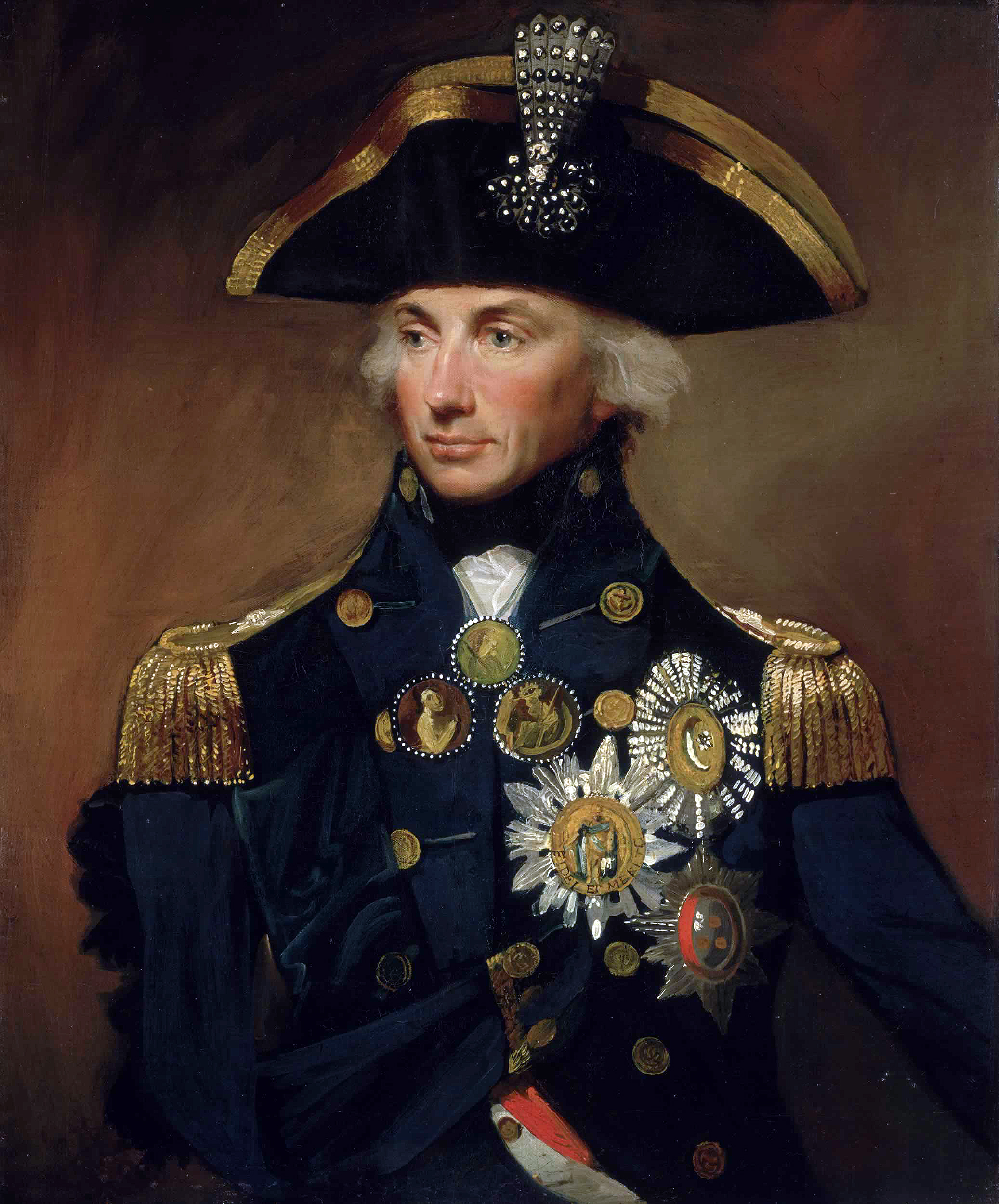
Lemuel Francis Abbott – portret Nelsona

Lemuel Francis Abbott (ur. 1760 w Leicestershire, zm. 5 grudnia 1802 w Londynie) – angielski malarz portrecista.
Urodził się w rodzinie pastora, jego nauczycielem był Francis Hayman. W 1780 osiadł na stałe w Londynie. W latach 1788–1789, 1798 i 1800 wystawiał w Royal Academy, lecz pomimo starań nie został jej członkiem. Malował głównie portrety wyższych oficerów marynarki wojennej m.in. Nelsona. Pod koniec życia zapadł na chorobę psychiczną, prawdopodobnie na skutek niepowodzeń.